# Smrkovec (Jičínská pahorkatina)
Smrkovec (352 m n. m.) je vrch v okrese Mladá Boleslav Středočeského kraje, v CHKO Český ráj. Leží asi jeden kilometr severozápadně od obce Branžež na stejnojmenném katastrálním území.

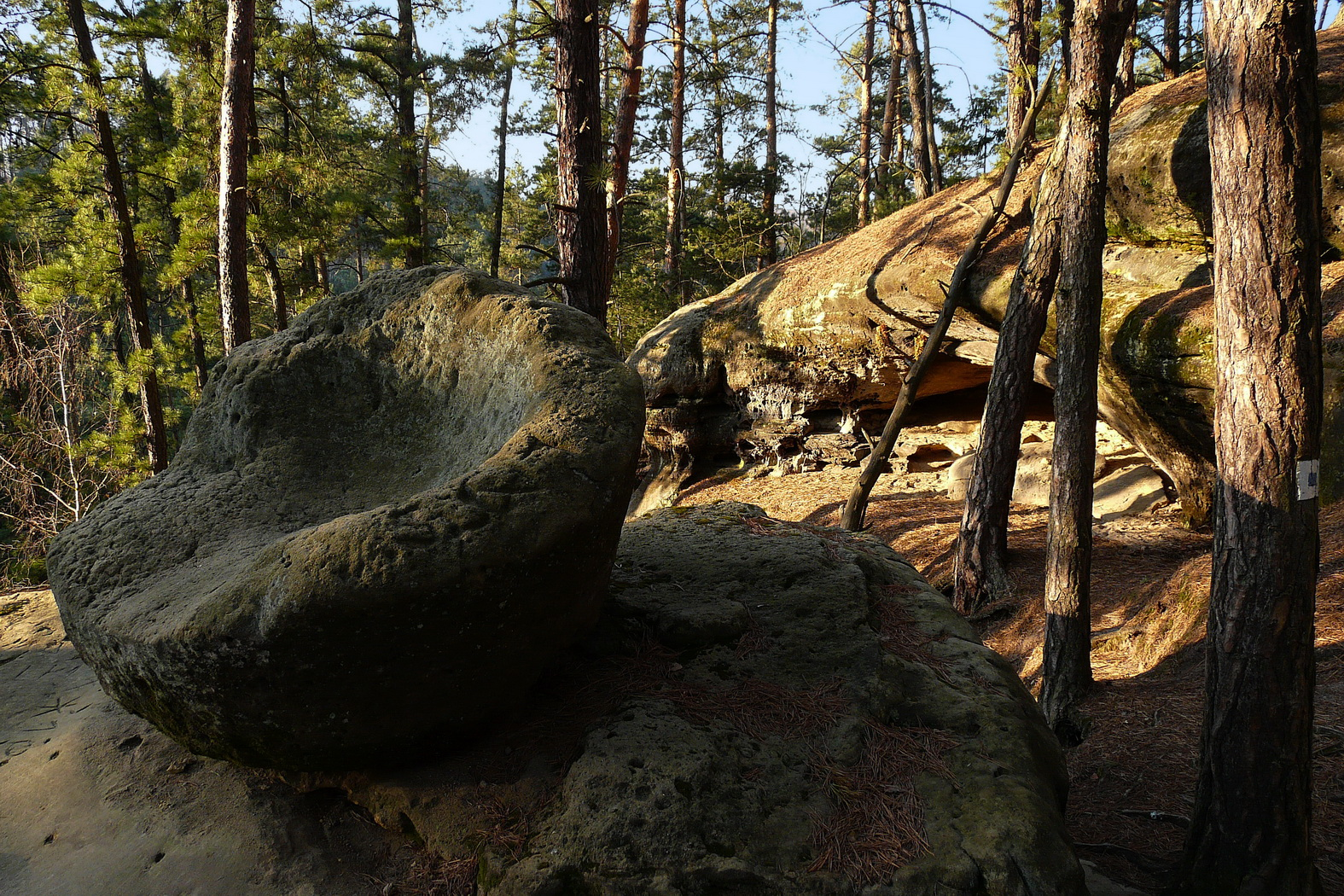
Obětní kámen na Smrkovci

Nižší jižní a východní svahy jsou zalučněny. Od hranice lesa jsou výhledy na okolní krajinu.

## Obětní kámen
Na vedlejším výběžku, východně od nejvyššího bodu Smrkovce, se nalézá pískovcový kámen zjevně opracovaný do tvaru mísy. O původu kamene tvrdí některé prameny, že byl využíván jako tzv. obětní kámen při pohanských rituálech. Pro tuto teorii svědčí i pradávné osídlení vrchu Mužský v těsné blízkosti Smrkovce. Poblíž kamene jsou tzv. polojeskyně.

## Geomorfologické zařazení
Vrch náleží do celku Jičínská pahorkatina, podcelku Turnovská pahorkatina, okrsku Vyskeřská vrchovina, podokrsku Příhrazská vrchovina a Slivické části.

## Přístup
Automobilem lze nejblíže přijet po silnici Zásadka – Mužský, poté odbočit na osadu Zápudov po modré turistické značce. Na odchýlení značky ze silničky pokračovat pěšky po značce na vrch ze západní strany. V bodech Obětní kámen – jih a Obětní kámen – sever se odklání okružní odbočka značky přes vrchol.